# Lončarevići
Lončarević je prezime i bratstvo iz Crne Gore, dosjeljeni su u Zatrijebač (Pleme Kuči), iz Plemena Bjelica, Katunske Nahije, odakle je starina Lončarevića, koje potiče od bratstva Milić. Kako je dalje navođeno, po tom predanju tri brata su otišla iz Plemena Bjelica u Zatrijebač, Kuče, zbog moguće osvjete Turaka uslijed napada na turske kolone, gdje se jedan od njih "polatinio" i ostao u Zatrijepču, drugi poturčio, a treći zadržao svoju vjeru. Od ovoga koji je ostao u Zatrijepču, jesu Bankanji, od ovog poturčenog u Gusunju su Bekteševići, a od trećeg brata, koji nije htjeo prevjeriti proizilaze Lončarevići, koji se inače zovu i Milići, po najstarijem imenu. Lončarevići slave Mratindan 24 Novembar, Milići Jovanjdan 20 Januara. U Mačugama, Crmnica Milići slave Ilindan 2 Avgust.

## Poznate ličnosti
- Đuro Lončarević, narodni heroj Jugoslavije, general-pukovnik JNA i politički komesar druge čete Prvog crnogorskog (Lovćenskog) bataljona.